# القدرة على الوحدة
القدرة على الوحدة هي القدرة المكتسبة من الناحية التنموية، التي تعتبرها نظرية العلاقة بالموضوع مفتاح الحياة الإبداعية. واعتبرتها جوليا كريستيفا مركزية لحياة داخلية أصيلة، فضلا عن التسامي الإبداعي في الحياة والفن.

## التنمية المفاهيمية
أبرز دونالد وينيكات في مقالة بهذا الاسم (تاريخ 1958/64) أهمية القدرة على الوحدة، ومميزا إياها عن كل من الانسحاب والشعور بالوحدة، ومعتبرا إياها مستمدة من وجود داخلي للوجود الأساسي غير المتطفل لشخصية الأم. وأكد وينيكوت في كتاباته دائما على أهمية السماح للطفل «بالاستلقاء والتعويم»، و «الفرصة التي يتمتع بها الطفل لتجربة الانفصال دون انفصال». من هذه التجارب المبكرة تظهر القدرة على أن يكون وحده في وجود الآخرين - شيء قد يكون من الضروري إعادة اكتسابه في وقت لاحق من الحياة من خلال العلاج النفسي. 

## التعديلات الإبداعية
رأي أندريه جرين التفاعل الخصيب من القراءة / الكتابة متجذرا في قدرة الطفل على أن يكون وحده.